# Liotrachela amboinica
Liotrachela amboinica är en insektsart som beskrevs av Brunner von Wattenwyl 1878. Liotrachela amboinica ingår i släktet Liotrachela och familjen vårtbitare. Inga underarter finns listade i Catalogue of Life.